# Saint-Gorgon, Morbihan

Saint-Gorgon este o comună în departamentul Morbihan, Franța. În 1 ianuarie 2022 avea o populație de 428 de locuitori.